# Рекс Уолхайм
Рекс Джоузеф Уолхайм (на английски: Rex Joseph Walheim) e американски астронавт, участник в три космически полета. Бордови инженер на последната мисия по програмата Спейс шатъл.

## Образование
Рекс Уолхайм завършва колеж в Сан Карлос, Калифорния през 1980 г. Дипломира се като бакалавър по инженерна механика в Калифорнийския университет, Бъркли, окръг Аламида през 1984 г. През 1989 г. става магистър по индустриално инженерство в университета на Хюстън, Тексас.

## Военна служба
Рекс Уолхайм постъпва на служба в USAF през май 1984 г. През април 1985 г. става командир на ракетни операции в авиобазата Кавалиър, Северна Дакота. През 1991 г. завършва школа за тест пилоти. От 1992 г. е на служба в авиобазата Едуардс, Калифорния като командир на звеното по усъвършенстване на ракетното въоръжение и авиониката на изтребителя F-16. През януари 1996 г. е назначен за инструктор в авиобазата.

## Служба в НАСА
Рекс Дж. Уолхайм постъпва на служба в Космическия център Линдън Джонсън, Хюстън, Тексас през март 1986 г. До януари 1989 г. работи като офицер по контрол на полетите. Избран е за астронавт от НАСА на 1 май 1996 г., Астронавтска група №16. Има повече от 566 часа в космоса и 36 часа и 23 минути извънкорабна дейност.

## Полети
Рекс Уолхайм лети в космоса като член на екипажа на три мисии:
| Космически полети на Рекс Джоузеф Уолхайм                      | Космически полети на Рекс Джоузеф Уолхайм | Космически полети на Рекс Джоузеф Уолхайм | Космически полети на Рекс Джоузеф Уолхайм | Космически полети на Рекс Джоузеф Уолхайм | Космически полети на Рекс Джоузеф Уолхайм | Космически полети на Рекс Джоузеф Уолхайм |
| №                                                              | Дата                                      | КК                                        | Емблема на мисията                        | Функции                                   | Продължителност                           |                                           |
| -------------------------------------------------------------- | ----------------------------------------- | ----------------------------------------- | ----------------------------------------- | ----------------------------------------- | ----------------------------------------- | ----------------------------------------- |
| 1                                                              | 8 април 2002                              | „Атлантис“, мисия STS-110                 |                                           | Специалист на мисията                     | 10 денонощия 19 часа 43 мин. 38 сек.      |                                           |
| 2                                                              | 7 февруари 2008                           | „Атлантис“, мисия STS-122                 |                                           | Специалист на мисията                     | 12 денонощия 18 часа 21 мин. 50 сек.      |                                           |
| 3                                                              | 8 юли 2011                                | „Атлантис“, мисия STS-135                 |                                           | Специалист на мисията, инженер            | 12 денонощия 18 часа 28 мин. 50 сек.      |                                           |
| Сумарно време в космоса – 36 денонощия 08 часа 31 мин. 18 сек. |                                           |                                           |                                           |                                           |                                           |                                           |

## Награди
- Медал за похвална служба;
- Медал за похвала на USMC (2);
- Медал за постижения в летателната дейност.